# Enno Patalas
Enno Patalas (* 15. Oktober 1929 in Quakenbrück; † 7. August 2018 in München) war ein deutscher Filmhistoriker und -kritiker. Von 1973 bis 1994 war er Direktor des Filmmuseums München. Er gilt als einer der wichtigsten Filmhistoriker Deutschlands.

## Leben
Enno Patalas war der Sohn eines Zeichenlehrers und Berufsoffiziers und machte 1949 in Quakenbrück sein Abitur. Er studierte 1949 bis 1954 Publizistik und Germanistik in Münster und wollte ursprünglich Politikjournalist werden. Nachdem er auf einem Treffen von Filmclubs in Schluchsee den italienischen Neorealismus kennengelernt hatte, gründete er mit Benno Klapp und Theodor Kotulla einen bald florierenden Filmclub an der Universität Münster und schrieb Filmkritiken für Zeitungen wie den Mittag in Düsseldorf sowie für die Zeitschrift filmforum in Emsdetten. 1951 veröffentlichte er eine Filmgeschichte in Stichworten unter dem Pseudonym Benjamin S. Eichsfelder.
Von 1957 bis 1970 war er Redakteur bei der Zeitschrift Filmkritik, die er auch mit gründete.
Patalas bestimmte sehr maßgeblich die Linie der Zeitschrift. Geprägt durch die Studienjahre verfolgte er zunächst eine ideologiekritische Linie, während er sich später der sog. ästhetischen Linken zuwandte.
Von 1973 bis 1994 leitete er das Filmmuseum München. Hier leistete Patalas Pionierarbeit. Einerseits gab es große Retrospektiven zu Regisseuren, Ländern oder Genres (in Originalfassungen), andererseits setzte er Maßstäbe in der Filmrestauration und -rekonstruktion vor allem von deutschen Stummfilmen. Besonders große Beachtung fanden die Rekonstruktionen der Filme Metropolis, M und Die Nibelungen (alle von Fritz Lang).
Außerdem baute Patalas ein Filmarchiv mit einigen tausend Titeln auf. Sammlungsschwerpunkte sind internationale Filmklassiker, neuer deutscher Film, deutscher Stummfilm und Münchner Filmgeschichte, wie zum Beispiel Filme von Karl Valentin.
Ein weiteres Anliegen von Patalas war die Begleitung von Stummfilmen durch kompetente Musiker. Vorher wurden Stummfilme oft ohne oder nur mit mittelmäßiger Musikbegleitung vorgeführt, die sich zuweilen in den Vordergrund drängte. Patalas verpflichtete regelmäßig den Pianisten Aljoscha Zimmermann für die Klavierbegleitung. Zimmermann entwickelte sich bald zu einem Spezialisten in Sachen Stummfilmmusik. Er suchte nach alten Partituren und komponierte auch eigene Begleitmusik.
Neben vielen Kritiken in der Filmkritik, der Zeit u. a. veröffentlichte Patalas auch zusammen mit Ulrich Gregor 1963 eine Geschichte des Films für die Zeit bis 1960. Später wurde das Werk von Gregor allein fortgeschrieben durch einen Band, der die Jahre 1960 bis 1977 abdeckt. Außerdem beteiligte sich Patalas an Monographien über Fritz Lang, Ernst Lubitsch und Friedrich Wilhelm Murnau.
Für das WDR-Fernsehen schuf er filmische Essays über Jean Vigo, Friedrich Wilhelm Murnau, Jean Renoir, Ernst Lubitsch und Josef von Sternberg.
Auch nach seiner Pensionierung führte Patalas im Auftrag verschiedener Institutionen einige Filmrestaurierungsprojekte durch. Daneben schrieb er ein knapp-pointiertes Buch über Alfred Hitchcock (1999) und eine Lesefassung von Fritz Langs Metropolis (2000). Im Jahr 2005 erschien ein Buch mit dem Titel „Südseebilder“ mit Materialien und Dokumenten rund um den Film Tabu von Friedrich Wilhelm Murnau.
Patalas war von 1962 bis zu deren Tod 2002 mit der Filmkritikerin und Essayistin Frieda Grafe verheiratet. 1974 erschien in München das von Grafe mit Patalas verfasste Buch Im Off. Filmartikel. Ab 2002 betreute Patalas eine zwölfbändige Werkausgabe mit gesammelten Schriften von Frieda Grafe.
Enno Patalas starb im August 2018 im Alter von 88 Jahren in München.

## Auszeichnungen
- 1989: Chevalier des Ordre des Arts et des Lettres
- 1993: Ehrenpreis des Deutschen Filmpreises für herausragende Verdienste um den deutschen Film
- 1995: Helmut-Käutner-Preis.
- 1999: Mel-Novikoff-Preis des San Francisco International Film Festival